# Dan Immerfall
Daniel James "Dan" Immerfall, född 14 december 1955 i Madison i Wisconsin, är en amerikansk före detta skridskoåkare.
Immerfall blev olympisk bronsmedaljör på 500 meter vid vinterspelen 1976 i Innsbruck.